# Henri-Ambroise Bernier
Pour les articles homonymes, voir Bernier.
Henri-Ambroise Bernier, né à Alençon le 29 avril 1795 et mort le 12 juin 1859 à Angers, est un chanoine et polémiste catholique français.

## Biographie
Après avoir entrepris des études aux collèges de Cholet, de Château-Gontier et de Beaupréau, Bernier entra ensuite au grand séminaire d’Angers, d’où, en sortant, il fut envoyé répétiteur de philosophie au collège de Beaupréau. Ordonné prêtre le 5 juin 1819, il accepta, le 28 octobre 1821, la direction du collège de Doué, qu’il transforma mais qu’il dut quitter devant les hostilités soulevées par la Révolution de 1830.
Installé par l’évêque, malgré les répugnances ministérielles, à la cure de Saint-Pierre de Saumur, le 17 novembre 1831, Bernier y contribua surtout à maintenir en ville les Frères des Écoles chrétiennes et à établir une maison du Bon-Pasteur dans l’ancienne abbaye Saint-Florent (23 avril 1836) et une maison de secours pour les orphelines abandonnées.
Au commencement de 1837, l’abbé Mongazon le désigna pour son coadjuteur, chargé en réalité de la direction du petit séminaire d’Angers, où il resta cinq ans. C’est dans cette position que Bernier publia, 1839, son premier opuscule polémique intitulé : Quelques mots sur le monopole universitaire. Le « monopole universitaire » était l’interdiction absolue, signifiée par Narcisse-Achille de Salvandy, ministre de l’Instruction publique, à toute personne, graduée ou non graduée, d’annoncer ou d’ouvrir, sous quelque forme que ce pût être, des cours préparatoires au baccalauréat ès lettres. Bientôt après, il remit strictement en vigueur les dispositions du décret de 1811 qui obligeait tous les maîtres de pension à conduire aux lycées leurs élèves âgés d’au moins dix ans. En se présentant aux épreuves du baccalauréat, le candidat devait fournir le certificat qu’il avait fait sa rhétorique et sa philosophie dans un collège royal ou dans une école autorisée à ce double enseignement. Quant aux élèves ecclésiastiques des petits séminaires, ils ne pouvaient recevoir, à la fin de leurs études, qu’un diplôme ayant seulement valeur pour arriver aux grades théologiques. Ceux qui n’entraient pas dans le sacerdoce, trouvaient devant eux, faute du titre de bachelier, toute carrière fermée à moins de recommencer deux années d’études. Au cas où un enfant qui aurait manifesté le désir d’être prêtre aurait changé d’avis après être entré au petit séminaire, son avenir se serait trouvé exposé. Or le collège d’Angers avait besoin, pour subsister, de la liberté d’enseignement. À la rigueur, il était possible de conduire les élèves des deux classes supérieures aux cours du lycée et ce moyen dut être un moment nécessairement employé, mais il y avait plus d’un kilomètre entre les deux maisons. Réglementer les exercices du petit séminaire comme ceux du collège royal était impossible ; de la nouvelle situation naissaient des inconvénients graves, des dépenses d’un genre nouveau et très considérables. Peu de parents, d’ailleurs, auraient voulu consentir à ce voyage quotidien et quadruple. Établir près du lycée un internat pour les élèves des hautes classes était en somme créer un nouveau collège et s’endetter davantage.
Entrant de plain-pied dans son sujet, l’opuscule de Bernier, qui fut vendu au profit de l’établissement d’orphelines de Mlle Leguay, s’attaqua au monopole accordé par Napoléon Ier à la corporation enseignante, dénonçant indistinctement les appointements des inspecteurs, proviseurs, censeurs et professeurs des collèges, le surmenage des étudiants, le personnel de l’Université, les mutations fréquentes, le défaut d’ensemble, la variété infinie des doctrines. Il récusa les prétendues innovations introduites, depuis vingt-cinq ans, dans l’instruction publique, et dont elle se glorifiait, comme pour le moins, fort douteuses, où en tous cas, que le monopole n’était pour rien dans ce qu’elle avait fait de bon et de louable, comme la remise à honneur du grec classique, l’enseignement de la philosophie et l’étude des mathématiques avant les humanités. Il concluait en proposant à l’Université, si elle était convaincue de la supériorité des études de ses collèges sur celles des autres, de faire concourir les séminaires avec les collèges royaux comme moyen sûr d’en convaincre le public.
Parue au commencement de janvier 1839, l’édition fut si rapidement enlevée qu’un second tirage devint nécessaire à la fin du mois. Personne, en Anjou, n’ignorait le nom de l’auteur, bien que la brochure ne fût pas signée. Il se fit un plaisir de l’offrir à des universitaires et même à un chaud partisan de la révolution de Juillet, qui avait parlé de jeter au feu un exemplaire de la première édition et qui reçut la seconde avec beaucoup de politesse en prédisant lui-même la chute prochaine du monopole. Étonné de l’audace du réquisitoire, le public parla de destituer le supérieur-suppléant. Lui-même s’en expliqua ainsi : « Le conseil académique m’a dénoncé au ministre de l’Instruction publique, en lui envoyant mes Quelques mots. Cela m’a fait beaucoup rire en flattant un peu ma vanité. Je regrette une seule chose : c’est qu’on n’ait pas attendu la deuxième édition. Elle renferme deux notes qui auraient pu intéresser le ministre. Ces gens-là sont bien mal avisés ! M. de Salvandy a bien le temps de s’occuper de moi ! Qu’il conserve seulement son portefeuille, qu’il se maintienne au ministère, voilà tout ce qu’il peut faire en ce moment. C’est déjà bien fort. Du reste m’honorât-il de quelque attention, je ne vois pas, en définitive, ce qui peut en résulter de fâcheux. »
Nommé, dès son arrivée à Angers, chanoine de la cathédrale, Bernier reçut du Chapitre, à la mort de l’évêque Montault, les pouvoirs de vicaire général qui lui furent confirmés par le nouvel évêque, dont bientôt il fut chargé d’annoncer la mort. C’est lui rédigea le Mandement à l’occasion de la mort de Mgr Paysant (1841). L’année suivante il fit imprimer un long travail qui l’occupait depuis longtemps, sous le titre d’Extraits historiques et moraux de la Bible de Carrière, avec notes (6 vol. in-12, Saumur, Paul Godet, 1812), mais cette entreprise n’eut aucun succès de vente et l’endetta pour toute sa vie.
Bernier rentra bientôt dans la polémique avec le lettre diocésaine Sur le Journalisme religieux (Angers, Barassé, in-8° d’une f. 1/4), qui lui valut de vives répliques et des adversaires depuis lors en éveil (1845). Son Humble remontrance à Dom Guéranger (1847, in-12) n’était pas pour les calmer. La brochure l’État et les Cultes (juin 1848, Paris, in-8° de 68 p.), simples notes d’abord, développées sur la sollicitation du ministre de l’Instruction publique Freslon, et publiées sans nom d’auteur par l’indiscrétion d’un parent, représentant du peuple, devait devenir pour lui la source des dernières peines. L’abbé de Solesmes, Dom Guéranger, le prit dès lors à partie avec outrance et malgré d’apparentes réconciliations, ne l’abandonna plus.
À la fin de 1849, Bernier accompagna son évêque au concile de la province de Tours, qui se tenait à Rennes, où il fut nommé à l’unanimité promoteur et vice-président d’une commission. Pendant ce temps, son livre, dénoncé à la Cour de Rome, était condamné par la Congrégation de l’Index. En ayant reçu l’avis par les journaux, Bernier leur envoya immédiatement, le 25 juillet 1850, sa soumission pleine et entière, acceptant la sentence et rétractant toute erreur ; puis il offrit sa démission de chanoine à l’évêque, qui l’accepta, pour aller prendre refuge, le 17 juillet 1850, dans la modeste cure de Juigné-sur-Loire.
Sur la fin de 1851, l’abbé Mercier s’étant démis de son canonicat en sa faveur, Bernier fut rappelé au Chapitre de Saint-Maurice et y revint prendre la dernière place où il avait occupé la première avec honneur. Il avait dirigé longtemps les Sœurs de Saint-Charles d’Angers et les Sœurs Hospitalières de Doué et de Baugé ; ces dernières furent les seules qui le supplièrent de les garder dans sa disgrâce. En 1852 il fut nommé administrateur des Hospices à qui il légua tous ses livres.
En dépit de tous ses déboires éditoriaux, Bernier s’était pourtant remis au travail pour raconter l’Histoire du collège de Beaupréau (1854), dont une partie parut dans la Revue de l’Anjou. C’est une ancienne Étude sur le jansénisme, qu’il donna plus tard au même Recueil (1858, p. 101), qui réveilla la guerre : dès les numéros suivants, son vigilant adversaire, Dom Guéranger y publia une très vive réfutation à laquelle Bernier répondit (p. 355) avec une énergie qu’aucune instance, aucune considération personnelle ne purent ébranler.
Au lieu de le reposer, un voyage effectué à Vichy en juin 1858, le ramena malade et le chanoine, décrit comme d’esprit droit et sûr mais volontiers caustique, d’abord sévère et peu engageant, qui gagnait la sympathie et tant d’amitiés restées constantes par la bienveillance de ses manières, la sincérité, la modestie sérieuse de son caractère, succombait bientôt après dans une petite campagne à une demi-lieue d’Angers. Son portrait, dessiné par l’abbé Bariller, professeur au collège Mongazon, a été lithographié (in-fol.) par Julien Laurens. Un autre, peint par l’abbé Guillaume, est conservé au collège Mongazon.

## Publications
- Conseils à une jeune mariée, 1838 ;
- Quelques Mots sur le monopole universitaire, 1839 ;
- Mandement à l’occasion de la mort de Mgr Paysant, 1841 ;
- Extraits historiques et moraux de la Bible de Carrière, avec notes, Saumur, Paul Godet, 1812, 6 vol. in-12 ;
- Sur le Journalisme religieux, Angers, Barassé, in-8° d’une f. 1/4 ;
- Humble Remontrance à Dom Guéranger, 1847, in-12 ;
- L’État et les Cultes, juin 1848, Paris, in-8° de 68 p. ;
- Histoire du collège de Beaupréau, 1854 ;
- Étude sur le jansénisme, 1858 ;
- Discours pour l’inauguration du monument élevé à la mémoire de M. Mongazon, 1844 ;
- Petit Traité d’arithmétique et syllabaire pour les écoles de St-Charles, 1845 ;
- Observation à M. le comte de Quatrebarbes sur sa réponse à une lettre sur le Journalisme religieux, Angers, Launay- Gagnot, in-12 de 1/2 f. ;
- Discours pour le deuxième anniversaire séculaire de l’Hôtel- Dieu de Bauge, 1850 ;
- Éloge funèbre de l’abbé Ploquin, curé de Notre-Dame de Cholet, prononcé le 29 juillet 1851, Cholet, Laine, 1851, in-8° d’une f. 1/2 ;
- Article nécrologique sur l’abbé Dubois, 1853 ;
- Règles pour la Congrégation de St-Charles ;
- Discours d’inauguration des peintures murales de l’hôpital Ste-Marie, 1857, Angers, Cosnier et Lachèse, in-8° de 1/2 f. ;
- Notes particulières sur la polémique avec l’abbé de Solesmes, Angers, Cosnier et Lachèse, 1858, in-8° de 6 f., tiré à 100 ex. et non mis dans le commerce ;
- Le Doute légitime sur l’apparition miraculeuse de la Très-Sainte Vierge à deux bergers de la Salette, 1859, Angers, Cosnier et Lachèse, in-8° de 7 f. ¾.Sauf deux en trois exemplaires restés à Angers, l’édition tout entière de cet ouvrage, plus hardi encore que ne l’indique le titre, a été remise, après la mort de l’auteur, et, assure-t-on, de son consentement, entre les mains d’un prélat d’origine angevine.

## Sources
- Célestin Port, Dictionnaire historique géographique et biographique de Maine-et-Loire, Angers, J. B. Dumoulin, 1878, p. 328-9.
- Revue de l’Anjou, t. 37, Angers, Germain & G. Grassin, 1898.